# سيطرة مالية
السيطرة المالية هي نوع من العلاقات التي يكون فيها السيطرة والخضوع مرتبطين بالمال. في العادة، يطلب شخص المتحكم من الشخص الخاضع ان يعطي له أموال أو هدايا غالية كجزء من العلاقة. و في هذة العلاقة يحس الخاضع بالمتعة أو الرضا من إنه يتخلى عن الأموال كطريقة لإظهار الخضوع أو الولاء.
منذ عام 2013، ظهرت العديد من المقالات حول السيطرة المالية في وسائل الإعلام المطبوعة الشعبية والمجلات الإلكترونية.. يتساءل بعض هؤلاء الكتاب عما إذا كانت السيطرة المالية تفضيلًا جنسيًا بالفعل. يعاني غالبية الخاضعين من تدني احترام الذات نتيجة سيطرة المتحكم الجزئية أو الكاملة على قراراتهم، وهم غير واثقين في التعامل مع النساء. عادةً ما يحدث الاتصال الأول بالمتحكم بشكل عفوي، مثلًا أثناء تصفح مواقع "BDSM" أو البحث عن خدمات مالية (باستخدام مصطلحات مثل "مالي" أو "نقود"). مع مرور الوقت، يصبح الدفع إدمانًا للكثيرين، مما قد يؤدي في أسوأ الحالات إلى الإفلاس المالي. ويرجع ذلك إلى ثلاثة أسباب: توافر السيطرة المالية بسهولة عبر الإنترنت، التلاعب الموجّه من قبل المتحكمين (الذين قد لا يدرك الكثير منهم مسؤوليتهم الكبيرة)، وحقيقة أن الاعتماد النفسي مرغوب من كلا الطرفين وهو ضروري للسيطرة المالية. 
نُشرت أوراق علمية حول السيطرة المالية في عامي 2007 و2021. في كلتا الدراستين، تمت مراقبة مواقع الإنترنت وحسابات التواصل الاجتماعي ذات الصلة على مدى عدة سنوات. بالإضافة إلى الأسئلة المتعلقة بالتبرير الذاتي والتعامل مع الرفض الاجتماعي، تناولت كلتا المقالتين الخصائص العامة لعبودية المال. بشكل عام، تؤكد الصورة المرسومة في وسائل الإعلام الشعبية، وتُبرز ثلاثة أمور. أولًا، لقد غيّر الإنترنت سوق الخدمات الجنسية بشكل جذري، حيث أصبح بإمكان المشاركين التواصل بسهولة أكبر، وبشكل مجهول بالأساس، ولم تعد اللقاءات الحقيقية ضرورية في العديد من الممارسات. ثانيًا، توفر الشبكات الرقمية طرقًا جديدة (وأفضل بكثير) للأشخاص ذوي الميول أو الآراء المغايرة للمشاركة والتواصل وتطوير هويات جماعية. ثالثًا، يمكن لأي شخص إنشاء هوية اصطناعية على الإنترنت لا علاقة لها، أو تكاد، بالشخص الحقيقي. كانت هذه العوامل الثلاثة شروطًا مسبقة لظهور مشهد السيطرة المالية.